# Andreas Mühlberger
Andreas Mühlberger (* 1970) ist ein deutscher Psychotherapeut und Professor für Klinische Psychologie und Psychotherapie an der Universität Regensburg.

## Leben
Nach dem Abitur am Gymnasium bei St. Stephan in Augsburg studierte Mühlberger von 1992 bis 1998 Psychologie an der Julius-Maximilians-Universität Würzburg und schloss mit einem Diplom ab. Anschließend war er bis 2001 in Tübingen tätig, wo er am Institut für Medizinische Psychologie und Verhaltensneurobiologie der Eberhard Karls Universität und am Max-Planck-Institut für biologische Kybernetik den Ph.D.-Titel erwarb, dabei war er als Stipendiat des Graduiertenkollegs für Neurobiologie tätig.
Ab 2002 war Mühlberger wieder in Würzburg tätig, wo er 2007 zum Psychologischen Psychotherapeuten approbierte und im selben Jahr die Habilitation zum Thema „Biopsychologische und klinisch-psychologische Untersuchungen zur Verarbeitung emotionaler Reize: Vom traditionellen Laborparadigma zur virtuellen Umgebung“ erwarb. Seit 2011 war er Professor für Experimentelle Klinische Psychologie.
Im Dezember 2012 wechselte er an die Universität Regensburg und ist dort nun Professor für Klinische Psychologie und Psychotherapie.

## Wirken
Mühlberger beschäftigt sich in seinen Forschungen vor allem mit Stress, Angst und Angststörungen und mit psychotherapeutischen Methoden zur Behandlung. Daneben gehören zu seinen Forschungsthemen die Bereiche der Aufmerksamkeitsdefizit-/Hyperaktivitätsstörung, der affektiven Neurowissenschaft, der virtuellen Realität und der Notsituationen im Straßenverkehr. Er ist als Reviewer für verschiedene wissenschaftliche Fachzeitschriften und für Organisationen wie die Deutsche Forschungsgemeinschaft tätig.